# Empidonomus varius
Empidonomus varius е вид птица от семейство Tyrannidae, единствен представител на род Empidonomus.

## Разпространение
Видът е разпространен в Аржентина, Боливия, Бразилия, Венецуела, Гвиана, Еквадор, Канада, Колумбия, Парагвай, Перу, Суринам, САЩ, Тринидад и Тобаго, Уругвай и Френска Гвиана.